# Transafrik
Transafrik is een luchtvrachtmaatschappij uit Sao Tomé en Principe met als thuisbasis Sao Tomé. Vanuit haar hub in Luanda, Angola verzorgt zij veelal humanitaire vluchten voor internationale organisaties in geheel Afrika.

## Geschiedenis
Transafrik is opgericht in 1984 door de IAS-groep uit Shannon, Ierland.

## Vloot
De vloot van Transafrik bestaat uit: (juni 2007)
- 5 Lockheed L100-30
- 2 Boeing B727-100F
- 1 Boeing B727-200

## Zwarte lijst
Sinds 2009 staan alle luchtvaartmaatschappijen uit Sao Tomé en Principe op de zwarte lijst van de Europese Commissie. Vliegtuigen van Transafrik mogen dus vanwege veronderstelde veiligheidsproblemen nergens in de Europese Unie landen. Dit verbod werd in 2011 verlengd.